# Luca Klimowicz
Luca Klimowicz (Córdoba, 19 maggio 2004) è un calciatore argentino, attaccante dell'Instituto (C).

## Biografia
Proviene da una famiglia di calciatori: Suo padre Javier è stato un portiere attivo principalmente in Ecuador mentre suo zio Diego ha trascorso la maggior parte della carriera in Europa. Anche suo fratello minore Matías ed il cugino Mateo sono calciatori professionisti. Ha origini polacche ed ucraine dal ramo paterno.

## Carriera
È cresciuto nel settore giovanile dell'Instituto (C), con cui ha debuttato in prima squadra il 29 ottobre 2023 nell'incontro di Copa de la Liga Profesional perso 1-0 contro il Vélez Sarsfield. Il 22 dicembre seguente ha firmato il suo primo contratto professionistico.
Il 23 luglio 2024 è passato in prestito all'Imbabura, ed il 4 agosto, all'esordio col club ecuadoriano, militante nella prima divisione locale, ha segnato il primo gol in carriera nella partita persa 3-1 contro il Barcelona SC. A fine anno è rientrato all'Instituto che lo ha confermato in rosa per il 2025, anno in cui ha anche fatto il suo esordio nella prima divisione argentina.

## Statistiche

### Presenze e reti nei club
Statistiche aggiornate al 24 febbraio 2025.
| Stagione        | Squadra         | Campionato      | Campionato | Campionato | Coppe nazionali | Coppe nazionali | Coppe nazionali | Coppe continentali | Coppe continentali | Coppe continentali | Altre coppe | Altre coppe | Altre coppe | Totale | Totale | Totale |
| Stagione        | Squadra         | Comp            | Pres       | Reti       | Comp            | Pres            | Reti            | Comp               | Pres               | Reti               | Comp        | Pres        | Reti        | Pres   | Reti   |        |
| --------------- | --------------- | --------------- | ---------- | ---------- | --------------- | --------------- | --------------- | ------------------ | ------------------ | ------------------ | ----------- | ----------- | ----------- | ------ | ------ | ------ |
| 2023            | Instituto (C)   | PD              | 0          | 0          | CA+CdL          | 0+1             | 0               | -                  | -                  | -                  | -           | -           | -           | 1      | 0      |        |
| 2024            | Imbabura        | A               | 15         | 6          | -               | -               | -               | -                  | -                  | -                  | -           | -           | -           | 15     | 6      |        |
| 2025            | Instituto (C)   | PD              | 4          | 0          | CA              | 0               | 0               | -                  | -                  | -                  | -           | -           | -           | 4      | 0      |        |
| Totale carriera | Totale carriera | Totale carriera | 18         | 6          |                 | 1               | 0               |                    | -                  | -                  |             | -           | -           | 19     | 6      |        |